# Freedom (пісня)
«Freedom» (укр. Воля) — дебютний сингл грузинської співачки Маріам Шенгелія. Авторками композиції стали Кеті Габісіані та Бука Картозія, причому перша також виступила продюсеркою. Пісня була випущена 17 березня 2025 року та представляла Грузію на пісенному конкурсі «Євробачення 2025».

## Передумови та композиція
Музику до «Freedom» написала Кеті Габісіані, а текст — Бука Картозія. Лірично твір несе послання свободи, надії, батьківщини та рішучості, даруючи віру у майбутній шлях. Образи блакитного безхмарного неба та спокійного, але водночас бурхливого моря підсилюють емоційний заряд пісні. Також наголошується на чистій та непохитній любові до свободи й рідної землі, а сама Шенгелія заявляє, що не прагне іншого багатства.

## Музичне відео та промоція
Музичне відео до «Freedom» зняв Каха Бухрашвілі, художніми керівниками виступили Шако Попіашвілі та Ніно Цулая. Прем’єра відбулася одночасно з оголошенням конкурсної заявки на офіційному YouTube-каналі пісенного конкурсу «Євробачення».

## Пісенний конкурс «Євробачення 2025»

### Внутрішній відбір
14 березня 2025 року Громадський мовник Грузії (GPB) оголосив, що пісня «Freedom» у виконанні Маріам Шенгелія стане грузинською заявкою на пісенний конкурс «Євробачення 2025». Раніше Шенгелія вже намагалася представляти країну у 2020 році, посівши шосте місце у другому сезоні шоу Georgian Idol, яке тоді слугувало відбірковим конкурсом для Євробачення 2020, що зрештою було скасоване. Композицію було обрано з-поміж 18 заявок, отриманих GPB, тоді як ще близько 20 пісень надійшли від іноземних авторів.

### Євробачення
Пісенний конкурс «Євробачення 2025» відбувся в залі Санкт-Якобсгалле у Базелі (Швейцарія) та складався з двох півфіналів, які пройшли 13 і 15 травня, та фіналу 17 травня 2025 року. За результатами жеребкування, проведеного 28 січня 2025 року, Грузія отримала право виступати у другому півфіналі, у другій половині шоу. Пісня посіла 15-те місце у другому півфіналі, набравши другий найменший бал серед усіх учасників, і не пройшла до фіналу.

## Сприйняття
«Freedom» здобула переважно негативні оцінки. У рецензії від Wiwibloggs, що об’єднала кілька оглядів, середній бал пісні становив 3,07 з 10, через що вона посіла 37-ме, останнє місце серед 37 конкурсних пісень у щорічному рейтингу видання. Джон О’Браєн з Vulture також поставив композиції останнє місце, назвавши її «какофонічним безладом». Дорон Лагав з ESC Beat оцінив пісню на 34-му місці серед 37, зазначивши, що вона «важко сприймається» та звучить як «спроба поєднати дві різні пісні». Єва Франц із фінського мовника Yle поставила 3/10, схарактеризувавши композицію як «занадто розпорошену й надмірно артистичну».